# Benoît Pedretti
Benoît Pedretti (Audincourt, 12 novembre 1980) è un allenatore di calcio ed ex calciatore francese, di ruolo difensore.

## Carriera

### Club
Ha cominciato la sua carriera nel Sochaux, nella seconda serie del campionato francese. Nel 2000-2001 divenne titolare e contribuì alla vittoria del campionato, arrivando alla massima serie. Al termine di tre stagioni in massima serie, durante i quali vinse anche una Coppa di Lega, passò all'Olympique Marsiglia per 5 milioni di euro; dopo una sola stagione andò al Lione, con cui vinse campionato e due supercoppe (la seconda all'inizio della stagione 2006-2007, cambiò nuovamente casacca andando all'Auxerre.
Dopo cinque anni trascorsi nelle file dell'Auxerre, firma un contratto triennale con il Lilla. Nella stagione 2013/2014 è un giocatore dell'Ajaccio. Segna il suo primo gol con la sua nuova maglia alla seconda giornata contro il PSG al Parco dei Principi siglando il vantaggio per la sua squadra partita finita poi 1-1.

### Nazionale
Ha debuttato con la Nazionale francese il 20 novembre 2002 in Francia-Jugoslavia 3-0, entrando all'80' al posto di Lilian Thuram; il suo esordio da titolare avvenne qualche mese dopo, in occasione della partita contro Malta valida per le Qualificazioni al campionato europeo di calcio 2004.
Ha partecipato alla Confederations Cup 2003 e al campionato d'Europa 2004.
Tra il 2002 e il 2005 ha totalizzato 22 presenze con la nazionale, senza segnare reti.

## Statistiche

### Presenze e reti nei club
| Stagione        | Squadra         | Campionato      | Campionato | Campionato | Coppe nazionali | Coppe nazionali | Coppe nazionali | Coppe continentali | Coppe continentali | Coppe continentali | Totale | Totale |
| Stagione        | Squadra         | Comp            | Pres       | Reti       | Comp            | Pres            | Reti            | Comp               | Pres               | Reti               | Pres   | Reti   |
| --------------- | --------------- | --------------- | ---------- | ---------- | --------------- | --------------- | --------------- | ------------------ | ------------------ | ------------------ | ------ | ------ |
| 1999-2000       | Sochaux         | D2              | 2          | 0          | CF+CL           | ?               | ?               | -                  | -                  | -                  | 2+     | 0+     |
| 2000-2001       | Sochaux         | D2              | 38         | 0          | CF+CL           | ?               | ?               | -                  | -                  | -                  | 38+    | 0+     |
| 2001-2002       | Sochaux         | D1              | 33         | 0          | CF+CL           | ?               | ?               | -                  | -                  | -                  | 33+    | 0+     |
| 2002-2003       | Sochaux         | L1              | 35         | 3          | CF+CL           | ?               | ?               | -                  | -                  | -                  | 35+    | 3+     |
| 2003-2004       | Sochaux         | L1              | 33         | 2          | CF+CL           | ?               | ?               | CU                 | 4                  | 0                  | 37+    | 2+     |
| Totale Sochaux  | Totale Sochaux  | Totale Sochaux  | 141        | 5          |                 | ?               | ?               |                    | 4                  | 0                  | 141+   | 5+     |
| 2004-2005       | O. Marsiglia    | L1              | 31         | 3          | CF+CL           | ?               | ?               | -                  | -                  | -                  | 31+    | 3+     |
| 2005-2006       | O. Lione        | L1              | 21         | 2          | CF+CL           | ?               | ?               | UCL                | 5                  | 0                  | 26+    | 2+     |
| 2006-2007       | Auxerre         | L1              | 31         | 1          | CF+CL           | ?               | ?               | CU                 | 6                  | 0                  | 37+    | 1+     |
| 2007-2008       | Auxerre         | L1              | 37         | 1          | CF+CL           | ?               | ?               | -                  | -                  | -                  | 37+    | 1+     |
| 2008-2009       | Auxerre         | L1              | 22         | 1          | CF+CL           | 1+1             | 1+0             | -                  | -                  | -                  | 24     | 2      |
| 2009-2010       | Auxerre         | L1              | 36         | 4          | CF+CL           | 4+1             | 1+0             | -                  | -                  | -                  | 41     | 5      |
| 2010-2011       | Auxerre         | L1              | 20         | 5          | CF+CL           | 1+2             | 0+1             | UCL                | 8                  | 0                  | 31     | 6      |
| Totale Auxerre  | Totale Auxerre  | Totale Auxerre  | 155        | 12         |                 | 6+ + 4+         | 2+ + 1+         |                    | 14                 | 0                  | 155+   | 12+    |
| 2011-2012       | Lilla           | L1              | 31         | 4          | CF+CL           | 3+1             | 0+1             | UCL                | 4                  | 1                  | 39     | 5      |
| 2012-2013       | Lilla           | L1              | 29         | 2          | CF+CL           | 3+3             | 0+0             | UCL                | 6                  | 0                  | 41     | 2      |
| Totale Lilla    | Totale Lilla    | Totale Lilla    | 71         | 7          |                 | 6+4             | 0+1             |                    | 10                 | 1                  | 71+    | 7+     |
| 2013-2014       | Ajaccio         | L1              | 14         | 1          | CF+CL           | 0+1             | 0+0             | -                  | -                  | -                  | 15     | 1      |
| 2014-2015       | Ajaccio         | L2              | 15         | 1          | CF+CL           | 0+3             | 0+0             | -                  | -                  | -                  | 18     | 1      |
| Totale Ajaccio  | Totale Ajaccio  | Totale Ajaccio  | 29         | 2          |                 | 4               | 0               |                    | -                  | -                  | 33     | 2      |
| Totale Carriera | Totale Carriera | Totale Carriera | 448        | 31         |                 | 24+             | 4+              |                    | 33                 | 1                  | 505+   | 36+    |

### Cronologia presenze e reti in nazionale
| Cronologia completa delle presenze e delle reti in nazionale ― Francia | Cronologia completa delle presenze e delle reti in nazionale ― Francia | Cronologia completa delle presenze e delle reti in nazionale ― Francia | Cronologia completa delle presenze e delle reti in nazionale ― Francia | Cronologia completa delle presenze e delle reti in nazionale ― Francia | Cronologia completa delle presenze e delle reti in nazionale ― Francia | Cronologia completa delle presenze e delle reti in nazionale ― Francia | Cronologia completa delle presenze e delle reti in nazionale ― Francia |
| Data                                                                   | Città                                                                  | In casa                                                                | Risultato                                                              | Ospiti                                                                 | Competizione                                                           | Reti                                                                   | Note                                                                   |
| ---------------------------------------------------------------------- | ---------------------------------------------------------------------- | ---------------------------------------------------------------------- | ---------------------------------------------------------------------- | ---------------------------------------------------------------------- | ---------------------------------------------------------------------- | ---------------------------------------------------------------------- | ---------------------------------------------------------------------- |
| 20-11-2002                                                             | Saint-Denis                                                            | Francia                                                                | 3 – 0                                                                  | Jugoslavia                                                             | Amichevole                                                             | -                                                                      | 80’                                                                    |
| 12-2-2003                                                              | Saint-Denis                                                            | Francia                                                                | 0 – 2                                                                  | Rep. Ceca                                                              | Amichevole                                                             | -                                                                      | 76’                                                                    |
| 29-3-2003                                                              | Lens                                                                   | Francia                                                                | 6 – 0                                                                  | Malta                                                                  | Qual. Euro 2004                                                        | -                                                                      |                                                                        |
| 30-4-2003                                                              | Saint-Denis                                                            | Francia                                                                | 5 – 0                                                                  | Egitto                                                                 | Amichevole                                                             | -                                                                      |                                                                        |
| 18-6-2003                                                              | Lione                                                                  | Francia                                                                | 1 – 0                                                                  | Colombia                                                               | Conf. Cup 2003 - 1º turno                                              | -                                                                      |                                                                        |
| 20-6-2003                                                              | Saint-Étienne                                                          | Francia                                                                | 2 – 1                                                                  | Giappone                                                               | Conf. Cup 2003 - 1º turno                                              | -                                                                      | 58’                                                                    |
| 22-6-2003                                                              | Saint-Denis                                                            | Francia                                                                | 5 – 0                                                                  | Nuova Zelanda                                                          | Conf. Cup 2003 - 1º turno                                              | -                                                                      | 68’                                                                    |
| 26-6-2003                                                              | Saint-Denis                                                            | Francia                                                                | 3 – 2                                                                  | Turchia                                                                | Conf. Cup 2003 - Semifinale                                            | -                                                                      | 6’                                                                     |
| 29-6-2003                                                              | Saint-Denis                                                            | Francia                                                                | 1 – 0 dts                                                              | Cambogia                                                               | Conf. Cup 2003 - Finale                                                | -                                                                      |                                                                        |
| 20-8-2003                                                              | Ginevra                                                                | Svizzera                                                               | 0 – 2                                                                  | Francia                                                                | Amichevole                                                             | -                                                                      | 46’                                                                    |
| 11-10-2003                                                             | Saint-Denis                                                            | Francia                                                                | 3 – 0                                                                  | Israele                                                                | Qual. Euro 2004                                                        | -                                                                      |                                                                        |
| 31-3-2004                                                              | Rotterdam                                                              | Paesi Bassi                                                            | 0 – 0                                                                  | Francia                                                                | Amichevole                                                             | -                                                                      | 58’                                                                    |
| 28-5-2004                                                              | Montpellier                                                            | Francia                                                                | 4 – 0                                                                  | Andorra                                                                | Amichevole                                                             | -                                                                      |                                                                        |
| 6-6-2004                                                               | Saint-Denis                                                            | Francia                                                                | 1 – 0                                                                  | Ucraina                                                                | Amichevole                                                             | -                                                                      | 83’                                                                    |
| 17-6-2004                                                              | Leiria                                                                 | Croazia                                                                | 2 – 2                                                                  | Francia                                                                | Qual. Euro 2004                                                        | -                                                                      | 79’                                                                    |
| 18-8-2004                                                              | Rennes                                                                 | Francia                                                                | 1 – 1                                                                  | Bosnia ed Erzegovina                                                   | Amichevole                                                             | -                                                                      |                                                                        |
| 8-9-2004                                                               | Tórshavn                                                               | Fær Øer                                                                | 0 – 2                                                                  | Francia                                                                | Qual. Mondiali 2006                                                    | -                                                                      |                                                                        |
| 17-11-2004                                                             | Saint-Denis                                                            | Francia                                                                | 0 – 0                                                                  | Polonia                                                                | Amichevole                                                             | -                                                                      |                                                                        |
| 9-2-2005                                                               | Saint-Denis                                                            | Francia                                                                | 1 – 1                                                                  | Svezia                                                                 | Amichevole                                                             | -                                                                      |                                                                        |
| 26-3-2005                                                              | Saint-Denis                                                            | Francia                                                                | 0 – 0                                                                  | Svizzera                                                               | Qual. Mondiali 2006                                                    | -                                                                      | 80’                                                                    |
| 30-3-2005                                                              | Ramat Gan                                                              | Israele                                                                | 1 – 1                                                                  | Francia                                                                | Qual. Mondiali 2006                                                    | -                                                                      |                                                                        |
| 31-5-2005                                                              | Metz                                                                   | Francia                                                                | 2 – 1                                                                  | Ungheria                                                               | Amichevole                                                             | -                                                                      |                                                                        |
| Totale                                                                 |                                                                        | Presenze                                                               | 22                                                                     |                                                                        | Reti                                                                   | 0                                                                      |                                                                        |

## Palmarès

### Club

#### Competizioni nazionali
- Campionato francese: 1

Olympique Lione: 2005-2006
- Campionato francese di seconda divisione: 2

Sochaux: 2000-2001
Nancy: 2015-2016
- Coupe de la Ligue: 1

Sochaux: 2003-2004
- Supercoppa francese: 2

Olympique Lione: 2005, 2006

### Nazionale
- Confederations Cup: 1

2003